# Гаркушин, Иван Лукьянович
Иван Лукьянович Гаркушин (1908 год, село Калиновка, Сигнахский уезд, Тифлисская губерния, Российская империя — неизвестно, село Калиновка, Грузинская ССР) — звеньевой колхоза имени Калинина Лагодехского района, Грузинская ССР. Герой Социалистического Труда (1949).

## Биография
Родился в 1908 году в крестьянской семье в селе Калиновка Сигнахского уезда. Окончил местную начальную школу. Потом трудился в частном сельском хозяйстве. После коллективизации трудился рядовым колхозником в местном колхозе до призыва в Красную Армию по мобилизации в 1941 году. Участвовал в Великой Отечественной войне. Воевал в составе 771-го стрелкового полка. Демобилизовался по болезни в ноябре 1943 года и возвратился в Грузию, где стал трудиться звеньевым табаководческого звена в колхозе имени Калинина Лагодехского района.
В 1948 году звено под его руководством собрало в среднем с каждого гектара по 28,4 центнера листьев табака сорта «Трапезонд» с площади 3,1 гектара. Указом Президиума Верховного Совета СССР от 3 мая 1949 года удостоен звания Героя Социалистического Труда за «получение высоких урожаев кукурузы и табака в 1948 году» с вручением ордена Ленина и золотой медали «Серп и Молот» (№ 3502).
Этим же Указом званием Героя Социалистического Труда был награждён звеньевой колхоза имени Калинина Иван Архипович Палагин.
Проживал в родном селе Калиновка (сегодня — в городской черте Лагодехи). Дата смерти не установлена.